# Hung Hom Wan
Hung Hom Wan (kinesiska: 紅磡灣, 红磡湾) är en vik i Hongkong (Kina). Den ligger i den centrala delen av Hongkong.